# Cervera (Comarca)
Die Comarca Cervera ist eine der zwölf Comarcas in der autonomen Gemeinschaft La Rioja.
Die im Südosten gelegene Comarca umfasst sieben Gemeinden auf einer Fläche von 402,79 km².

## Gemeinden
| Gemeinde               | Einwohner (2024) | Fläche km² | Dichte Einw./km² | Cod INE | Postleitzahl |
| ---------------------- | ---------------- | ---------- | ---------------- | ------- | ------------ |
| Aguilar del Río Alhama | 426              | 54,11      | 8                | 26003   | 26530        |
| Cervera del Río Alhama | 2.255            | 152,58     | 15               | 26047   | 26520        |
| Cornago                | 287              | 80,54      | 4                | 26054   | 26526        |
| Grávalos               | 185              | 31,00      | 6                | 26070   | 26587        |
| Igea                   | 649              | 54,25      | 12               | 26080   | 26525        |
| Navajún                | 8                | 16,38      | 0                | 26104   | 26533        |
| Valdemadera            | 12               | 13,93      | 1                | 26161   | 26532        |
| Comarca Cervera        | 3.822            | 402,79     | 9                | –       | –            |

1. ↑  Instituto Nacional de Estadística Municipal Register of Spain